# A un metro da te
A un metro da te (Five Feet Apart) è un film del 2019 diretto da Justin Baldoni.

## Trama
Gli adolescenti Stella Grant e Will Newman hanno la fibrosi cistica, una malattia genetica progressiva che danneggia gli organi e rende i pazienti vulnerabili alle infezioni. A causa del loro sistema immunitario compromesso, i pazienti con FC non dovrebbero avvicinarsi l'uno all'altro per più di due metri. Stella prende i suoi farmaci e segue con precisione gli ordini dei medici. Will, un cinico ribelle la cui prognosi è cupa, è più disinteressato a seguire il trattamento, atteggiamento che frustra la meticolosa Stella. Will ha contratto la  B. cepacia e fa parte di una nuova sperimentazione farmacologica, ma l'infezione lo rende ineleggibile per un trapianto di polmoni. Stella è  sulla lista dei trapianti da molto tempo. Quando scopre che Will non sta facendo i suoi trattamenti, Stella cerca di aiutarlo. In cambio, Will le chiede solo il permesso di disegnare un suo autoritratto. Will inizia a guardare i video sui social media di Stella. Nel corso del tempo, iniziano a fare i loro trattamenti insieme. Will e Stella si innamorano, ma non possono avvicinarsi di più di due metri l'uno all'altro.
Il tubo di alimentazione di Stella si infetta e deve sottoporsi a un intervento chirurgico per sostituirlo. Will scopre che la sorella di Stella, Abby, che si è infallibilmente presa cura di Stella, è morta per un'acrobazia su una scogliera un anno prima. Poiché Abby è morta, Stella deve affrontare l'operazione da sola, mentre è devastata dal senso di colpa dell’essere sopravvissuta alla sorella. Will si presenta per sostenere Stella e le canta la canzone che Abby le ha sempre cantato prima dell'intervento chirurgico.
Mentre Will lascia la sala operatoria, viene scoperto dall'infermiera Barb. Barb gli racconta la storia di due persone innamorate con FC che sono morte dopo che hanno infranto la regola dei due metri, contaminandosi a vicenda. Will si rende conto di amare troppo Stella per metterla in pericolo, quindi le dice che non può più vederla. Stella è sconvolta e arrabbiata, ma ha intenzione di continuare a frequentare Will. Decide di riprendersi un metro che la FC le ha rubato e porta una stecca da biliardo che misura esattamente un metro in modo da potersi tenere così lontano da Will.
Il giorno del compleanno di Will, il migliore amico di Stella, Poe, un altro paziente con FC, muore. Come atto di ribellione contro la FC, i due lasciano l'ospedale per visitare le luci che Stella poteva vedere solo dalla sua stanza d'ospedale.
Mentre è lontana dall'ospedale, Stella apprende via messaggio che il suo trapianto di polmoni è pronto, ma decide di ignorarlo. Dopo essere stata convinta da Will, decidono di tornare in ospedale ma Stella cade attraverso il ghiaccio di uno stagno ghiacciato. Anche se il contatto con la saliva è molto pericoloso per due persone con la FC, Will le fa la respirazione bocca a bocca per salvarle la vita. Stella sopravvive e vengono riportati in ospedale. Will teme che la respirazione bocca a bocca che le ha dato possa averla infettata con la B. cepacia, ma il trapianto di polmone di Stella va liscio e, fortunatamente, non ha contratto la B. cepacia.
Nel frattempo, Will scopre che la terapia sperimentale non sta funzionando. Mentre Stella è ancora sotto anestesia dopo il trapianto, i suoi genitori, la madre di Will e le infermiere e i medici aiutano Will a impostare le luci fuori dalla stanza di Stella. Dopo essersi reso conto che probabilmente l'avrebbe infettata se avessero continuato a stare insieme, Will decide di dare un ultimo addio a Stella e confessa il suo amore per lei. Prima di andarsene, le dà il suo quaderno di schizzi di disegni che aveva fatto di lei e dei suoi amici durante la loro permanenza in ospedale.

## Produzione
Nel gennaio 2017, gli sceneggiatori Tobias Iaconis e Mikki Daughtry hanno venduto una sceneggiatura senza titolo alla CBS Films, in previsione di una pellicola che sarebbe stata prodotta e diretta da Justin Baldoni. Quest'ultimo aveva già trattato precedentemente il tema della fibrosi cistica, con la realizzazione del documentario My Last Days (lett. I miei ultimi giorni). Per la realizzazione della pellicola, Baldoni ha incontrato la youtuber e attivista Claire Wineland, assumendola come consulente; alla ragazza, malata anch'ella di fibrosi cistica e deceduta prima del completamento della pellicola, è stato in seguito dedicato A un metro da te.
Nel gennaio 2018, Cole Sprouse è entrato nel cast della pellicola, a cui si sono aggiunti nell'aprile 2018 Haley Lu Richardson e Moises Arias. Le riprese sono incominciate il 25 maggio 2018 a New Orleans, in Louisiana e si sono concluse un mese dopo, il 26 giugno 2018. Nel novembre 2018 è stata pubblicata l'omonima trasposizione letteraria dell'opera, Five Feet Apart, a cura di Rachel Lippincott.

## Distribuzione
In Africa  la pellicola è stata distribuita a partire dal 15 marzo 2019, da CBS Film. In Italia, il primo trailer è stato pubblicato il 27 dicembre 2018 da Notorious Pictures; essa si è occupata anche della distribuzione della pellicola, a partire dal 21 marzo 2019.

## Accoglienza

### Incassi
A un metro da te ha incassato 45,7 milioni di dollari negli Stati Uniti e in Canada, e 34,4 milioni di dollari in altri territori, per un totale complessivo di 80,1 milioni di dollari, a fronte di un budget di produzione di 7 milioni di dollari. In Italia, durante il suo primo fine settimana di distribuzione, la pellicola ha incassato 1,3 milioni di euro, posizionandosi al primo posto tra i film più visti.
Negli Stati Uniti e in Canada, A un metro da te è stato distribuito insieme con Captive State e Wonder Park, in 2.600 cinema, incassando 5,4 milioni di dollari durante il suo primo giorno, considerando anche i 715.000 dollari provenienti da alcune anteprime avvenute il 14 marzo. Al termine della prima settimana, i ricavi della pellicola sono stati di 13,1 milioni di dollari, rendendola il terzo film più visto dopo Captain Marvel e Wonder Park.

### Critica
Sul sito di critica cinematografica Rotten Tomatoes, il 55% dei critici ha dato al film una valutazione positiva, basata su 103 recensioni, con un voto medio di 5,57 su 10 e il seguente commento generale: "Innalzato considerevolmente dalla prestazione di Haley Lu Richardson, ma affossato dai luoghi comuni, A un metro da te non tocca il cuore come avrebbe dovuto". Su Metacritic, il film ha una valutazione media di 53 su 100, basato sul parere di 26 critici, mentre CinemaScore assegna alla pellicola il voto A, su una scala da A + a F; gli spettatori intervistati da PostTrak hanno invece assegnato 3,5 stelle su 5.
Andrew Barker di Variety ha elogiato la prestazione della Richardson, che ha definito "un astro nascente", pur ritenendo A un metro da te "una storia d'amore per ragazzi che non si allontana dagli schemi". Katie Walsh del Los Angeles Times ha apprezzato la Richardson per la profondità di una recitazione "a tutto tondo" e anche Caroline Siede dell'AV Club ha sottolineato le interpretazioni dei protagonisti, affermando però che "in ogni caso, neppure Sprouse e la Richardson riescono a evitare del tutto il nauseante e mal sceneggiato sentimentalismo che li circonda".
L'accoglienza di coloro che sono a stretto contatto con la fibrosi cistica, o che sono da essa affetti, è stata mista. La Fondazione Fibrosi Cistica ha visto con favore l'opportunità di sensibilizzare gli spettatori riguardo alla lotta che molti pazienti devono compiere ogni giorno contro la malattia; sono però sorte critiche sulla presenza nel film di comportamenti potenzialmente pericolosi dal punto di vista medico. È stata inoltre espressa preoccupazione riguardo al fatto che il racconto di una malattia terminale possa essere banalizzato, secondo gli schemi delle commedie romantiche di Hollywood. La promozione di A un metro da te è avvenuta mediante Instagram: la casa di produzione ha infatti ingaggiato degli influencer per raccontare storie riguardanti le avversità tra amore e distanza fisica. La campagna promozionale è stata tuttavia ritenuta inappropriata e fuori luogo nei confronti di una malattia mortale: in seguito alle critiche, essa è stata interrotta e la casa produttrice si è pubblicamente scusata.